# Biljana Topić
Biljana Mitrović, coniugata Topić (in cirillico serbo: Биљана Митровић-Топић; Šabac, 17 ottobre 1977), è una triplista serba.
Moglie dell'altista Dragutin Topić, ha preso parte a due edizioni dei Giochi olimpici. Il suo traguardo più grande è la medaglia di bronzo ottenuta ai Mondiali di Berlino 2009, ottenuto dopo la squalifica dell'atleta russa Anna Pjatych.

## Palmarès
| Anno                               | Manifestazione       | Sede     | Evento       | Risultato        | Prestazione | Note             |
| ---------------------------------- | -------------------- | -------- | ------------ | ---------------- | ----------- | ---------------- |
| In rappresentanza della Jugoslavia |                      |          |              |                  |             |                  |
| 1996                               | Mondiali juniores    | Sydney   | 200 m piani  | Quarti di finale | 24"72       |                  |
| 1996                               | Mondiali juniores    | Sydney   | 4×400 m      | Batteria         | 3'44"34     |                  |
| 1999                               | Europei under 23     | Göteborg | 200 m piani  | Batteria         | 24"04       |                  |
| 1999                               | Europei under 23     | Göteborg | 400 m piani  | Batteria         | dq          |                  |
| 1999                               | Europei under 23     | Göteborg | 4×400 m      | Batteria         | 3'37"10     |                  |
| 2000                               | Giochi olimpici      | Sydney   | 4×100 m      | Batteria         | 45"02       |                  |
| 2002                               | Europei              | Monaco   | Salto triplo | 14ª              | 13,78 m     |                  |
| 2002                               | Campionati balcanici | Bucarest | Salto triplo | Bronzo           | 13,68 m     |                  |
| In rappresentanza della Serbia     |                      |          |              |                  |             |                  |
| 2008                               | Mondiali indoor      | Valencia | Salto triplo | 12ª (q)          | 13,97 m     |                  |
| 2008                               | Giochi olimpici      | Pechino  | Salto triplo | 13ª (q)          | 14,14 m     |                  |
| 2009                               | Europei indoor       | Torino   | Salto triplo | 4ª               | 14,37 m     |                  |
| 2009                               | Mondiali             | Berlino  | Salto triplo | Bronzo           | 14,52 m     | Record nazionale |
| 2011                               | Europei indoor       | Parigi   | Salto triplo | 9ª (q)           | 13,93 m     |                  |
| 2011                               | Mondiali             | Taegu    | Salto triplo | 10ª              | 14,03 m     |                  |
| 2012                               | Giochi olimpici      | Londra   | Salto triplo | 24ª (q)          | 13,66 m     |                  |